# 偽果

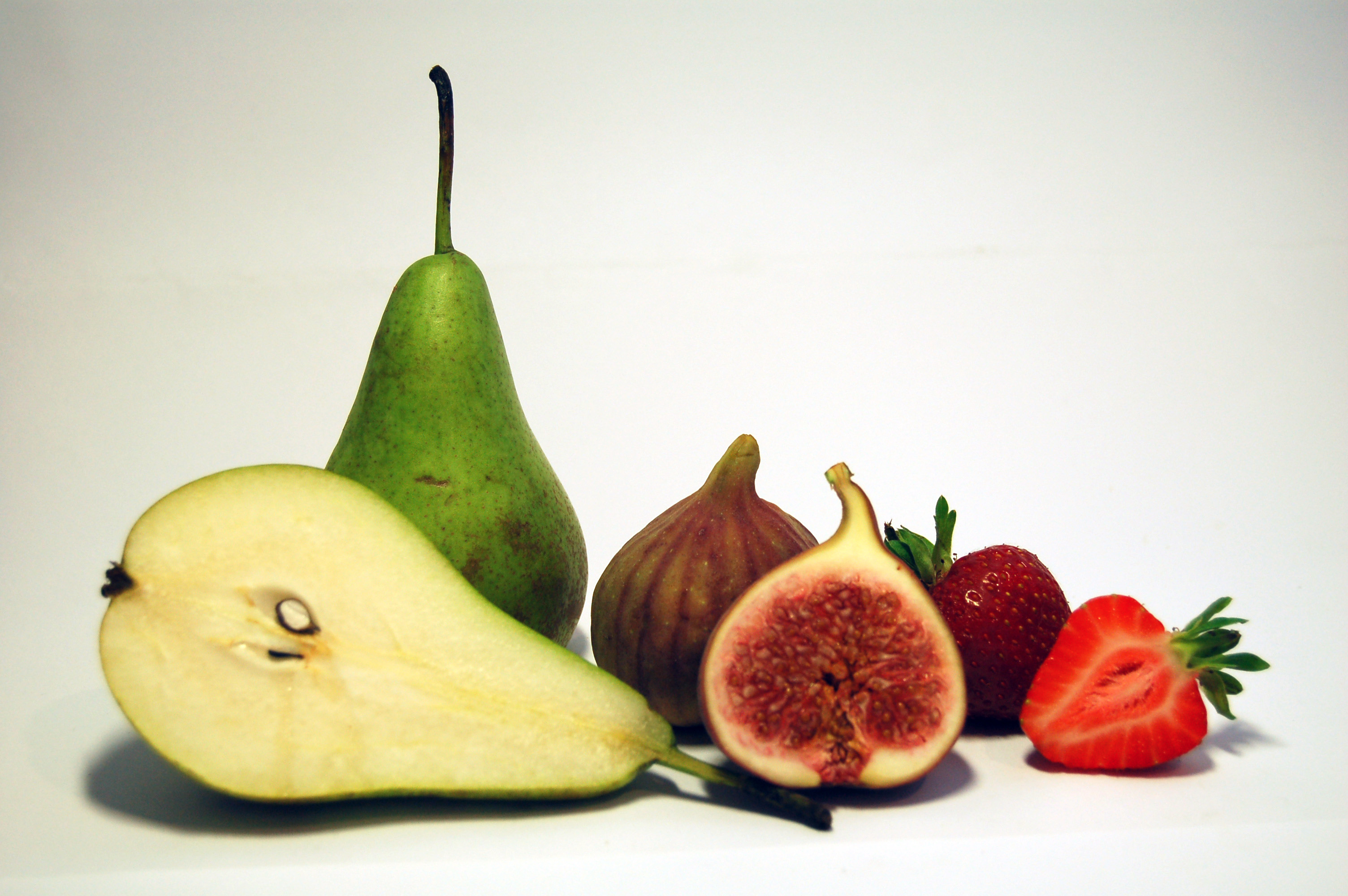
1. 典型的な偽果:（左から）セイヨウナシ、イチジク、イチゴ

偽果（ぎか; 仮果、副果、英: accessory fruit, anthocarp, anthocarpous fruit, false fruit, spurious fruit, pseudocarp）とは、花托（萼など花の要素がついている茎の部分）など子房（雌しべにおいて胚珠を包んでいる部分）以外に由来する構造が大部分を占めている果実のことである。これに対して、子房に由来する構造が大部分を占める果実は、真果（true fruit）とよばれる。ただし偽果と真果の区分は、はっきりしているわけではない。
日本語の「偽果」や英語の false fruit, spurious fruit, pseudocarp には「ニセモノの果実」という語感があるが、偽果は真の果実の部分（雌しべの子房に由来する構造）を含んでおり、ふつう果実の一型として扱われる。
典型的な偽果は、リンゴ、バラ、イチゴ、ハス、クワ、イチジクなどにみられる（図1）。

## 定義
果実は基本的に雌しべの子房（種子になる構造である胚珠を含む部分）が発達して形成された構造であり、これが大部分を占める果実は真果とよばれる。一方で、花托や花被など子房以外に由来する構造が多くを占めている場合、このような果実は偽果とよばれる。ほとんどの果実は子房以外の構造を含むが、その程度はさまざまであり、子房以外の構造をどの程度含むものを偽果とするかは明瞭ではない。特に子房下位の雌しべをもつ植物の果実は、必ず花托に包まれているため、少なくとも表面のほとんどは子房以外の構造に包まれていることになる。そのため子房下位である花に由来する果実（ラン科、アヤメ科、バショウ科、アカバナ科、ブナ科、ウリ科、アカネ科、キキョウ科、キク科、セリ科、スイカズラ科など）は偽果として扱われることもあるが、多くの場合子房とそれ以外の部分（花托など）の境界が不明瞭であり、特に偽果とはしないことも多い。

## 偽果の例
偽果にはさまざまなタイプのものがあり、下記のように特別な呼称が与えられている例もある。

### ナシ状果
バラ科ナシ連の多く（リンゴ、ナシ、ビワ、ボケ、カリン、サンザシ、シャリンバイ、ナナカマドなど）の花は子房下位の雌しべを1個もち、子房が花托で包まれているが、花後に子房に由来する部分が液質または革質になり、これを包む花托の部分が発達して多肉質で液質になる（図2）。リンゴやナシの場合、食用とするのが花托に由来する部分であり、子房に由来する部分はおおよそ芯とよばれている部分にあたる。このような果実は、ナシ状果（リンゴ状果、梨果、仁果、pome）とよばれる。ナシ状果は1個の花の1個の雌しべに由来するため、単果でもある。

### バラ状果
バラ科バラ属の花では花托が壷状になり、その縁に花弁や雄しべがつき、壷の中に複数の雌しべが存在する。花後に壷状の花托が発達して多肉質になり、その中の雌しべが硬い果皮をもつ痩果となる（図3）。このような果実を含むまとまりは、バラ状果（cynarrhodium, hip, hep）とよばれる。バラ状果は1つの花の複数の雌しべに由来するまとまった構造であるため、集合果でもある。

### イチゴ状果
バラ科のオランダイチゴ属やヘビイチゴなどの花は、多数の雌しべをもつ。花後に雌しべがついていた花托が発達して多肉質になり（図4a）、その表面についていた雌しべがそれぞれ痩果となる（図4b）。このような果実を含むまとまりは、イチゴ状果（glandetum）とよばれる。イチゴ状果は1つの花の複数の雌しべに由来するまとまった構造であるため、集合果でもある。

### ハス状果
ハス（ハス科）の花は漏斗状で大きな花托をもち、そこに散在する多数の孔にそれぞれ雌しべが埋没している。花後に花托が海綿質で発達し（図5a）、それぞれの雌しべは堅果（痩果ともされる）となる（図5b）。この堅果を含む花托全体はハス状果（nelumboid aggregte fruit）とよばれる。ハス状果は1つの花の複数の雌しべに由来するまとまった構造であるため、集合果でもある。

### クワ状果
クワ属やコウゾ属（クワ科）では、雌花が集まってつき、それぞれの雌花の雌しべは痩果となるが、それぞれ肉質化した花被で覆われる（図6）。そのため個々の果実は偽果であり、またこれが密に集まったまとまりはクワ状果とよばれる。クワ状果は多数の花の雌しべに由来するまとまった構造であるため、複合果（多花果）でもある。

### イチジク状果
イチジク属（クワ科）では、枝の先端が大きく壷状になり（図7a）、その内面に多数の花をつける（花嚢、隠頭花序）。花後にそれぞれの雌花は痩果となり、花床が肉質化する（図7a, b）。この多数の痩果が壷状の花床に包まれた偽果は、イチジク状果（syconium）とよばれる。イチジク状果は多数の花に由来する構造を含むため、複合果（多花果）でもある。このようなイチジク属の特異な花のつき方は、極めて特異な花粉媒介様式と関係している。

### その他
上記の他にも、さまざまなタイプの偽果が存在する。
上記のクワ状果では、個々の果実が多肉化した花被に包まれているが、同様の例はドクウツギ属（ドクウツギ科）、イシミカワ（タデ科; 下図8a）、シラタマノキ属（ツツジ科; 下図8b）などに見られる。グミ属（グミ科; 下図8c）では、真果の部分が多肉質の萼筒で囲まれている。オシロイバナ（オシロイバナ科; 下図8d）では、萼の基部が硬化して本来の果実を包んでおり、このような果実は偽堅果ともよばれる。スイバ（下図8e）やイタドリ（タデ科）でも、子房に由来する果実が花被に包まれているが、この花被は多肉質ではなく乾いており、風散布されるための翼となる。
キンミズヒキ（下図9a）やワレモコウ（バラ科）の果実は上記のバラ状果に似ており、複数の雌しべに由来する複数の痩果が花托筒（萼筒ともされる）の中に入っている。ただし花托筒は多肉質ではなく、乾燥している。
花や花の集まりの基部についている特殊化した葉は、苞とよばれる。苞が果実に付随して偽果状になることがあり、サワグルミ（クルミ科; 下図9b）、ツクバネ（ビャクダン科）、オトコエシ（スイカズラ科）などに見られる。クルミ属（クルミ科）の果実は、内果皮と中果皮が硬化して種子を包んでおり、外果皮と共に花托や苞に由来する外皮に覆われている（下図9c）。ブナ科の堅果は苞が集合・合着した構造である殻斗に一部または全体が覆われており、クリ属では基本的に3個の堅果が刺で覆われた殻斗で包まれている（下図9d）。オナモミ属（キク科）では複数の雌花が総苞で包まれており、それぞれの雌花が痩果となって刺だらけの総苞で包まれた偽果となる（下図9e）。